# Pachyrhinosaurini
Pachyrhinosaurini — триба птахотазових динозаврів родини цератопсид (Ceratopsidae). Всі відомі члени триби походять із сучасної Північної Америки. Клада існувала упродовж пізньої Крейди, приблизно 83,6—68,5 млн років тому, розвиваючись протягом раннього кампану і вимерши в маастрихті. Триба містить п'ять родів: Styracosaurus, Stellasaurus,  Einiosaurus, Achelousaurus та Pachyrhinosaurus. 

## Систематика
Штернберг (1950 р.) визнав новоописаного Pachyrhinosaurus canadensis достатньо несхожим на інших цератопсів для виділення цього таксона до окремої родини, Pachyrhinosauridae. Назва не набула широкого застосування, й пізніше його зазвичай визнавали цератопсидом підродини Centrosaurinae. Тим не менше, аналізи проведені 21-го століття нерідко підтверджували існування клади цератопсів особливо близько споріднених із пахіринозавром, і 2012-го року Фіорілло й Тікоскі назвали її Pachyrhinosaurini, утримуючись від застосування Pachyrhinosauridae для уникнення плутанини. Вони також виділили нову підгрупу Pachyrhinosaurini, що об’єднує тварин із шишкоподібними виростами замість рогів, Pachyrostra.